# Josef Mauthner

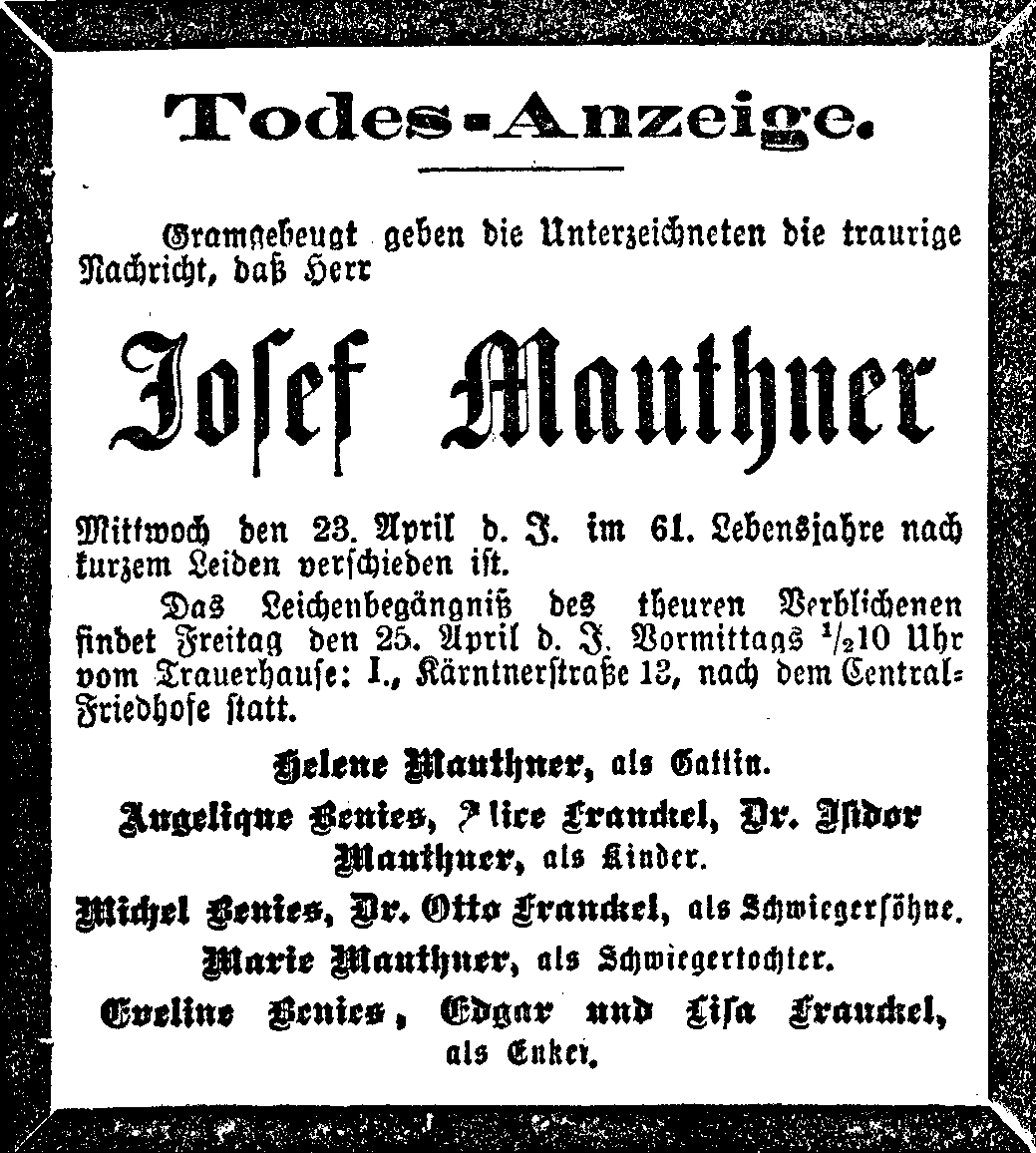
Neue Freie Presse, 24. dubna 1890, str.14 – oznámení o úmrtí Josefa Mauthnera v tisku

Josef Mauthner (15. února 1831 Praha-Staré Město  – 23. dubna 1890 Vídeň ), byl rakouský podnikatel a básník českého původu.

## Život
Josef Mauthner se narodil v Praze na Starém Městě. Pocházel z 13 sourozenců. Jeho otec Israel Mauthner byl židovský obchodník a vzdělanec. Během studií v Praze dostával soukromé lekce od známých básníků Moritze Hartmanna a Siegfrieda Kappera. V roce 1848 přesunul jeho otec Israel Mauthner obchod do Vídně a syn jej následoval. Během revolučních dní téhož roku byl Josef Mauthner členem "Akademické legie" ve Vídni. Po roce 1848 vedl ve Vídni rodinný podnik a studium poezie absolvovat již pouze ve svém volném čase. V roce 1856 se oženil s Helenou Arnstein, s níž měl dvě dcery a syna Isidora (1860–1940), který později zastával funkci na ministerstvu železnic. V roce 1873 v důsledku krachu na Vídeňské burze postupně přišel o značné finanční prostředky. Vnitřní konflikt a finanční potíže nakonec vedly k jeho naprostému zhroucení, které vyústilo v roce 1890 sebevraždou.
Celý život se Josef Mauthner vyhýbat publikování svých básní. V roce 1883 publikoval Karl Emil Franzos některé z jeho básní v Deutschen Dichterbuch aus Österreich a v roce 1890 v časopise Deutsche Dichtung. Další básně publikoval K.E. Franzos až po Mauthnerově smrti.
Ve společnost byl Josef Mauthner známý jako "Pepi Mauthner".